# AFC Challenge Cup 2010
Navigation
Édition précédente Édition suivante
L'AFC Challenge Cup 2010 est la troisième édition de l'AFC Challenge Cup, une compétition entre les équipes nationales des nations « émergentes » de la Confédération asiatique de football (AFC). Le tournoi se déroule au Sri Lanka.
Le vainqueur du tournoi est qualifié pour la Coupe d'Asie des nations de football 2011. L'Inde étant déjà qualifiée pour cette compétition après avoir remporté l'AFC Challenge Cup 2008, le finaliste est qualifié si l'Inde conserve son titre.

## Règlement
L'AFC Challenge Cup 2010 est disputée par huit sélections nationales parmi vingt nations « émergentes » de l'AFC, le Laos, le Timor oriental et le Guam choisissant de ne pas y participer. Parmi ces vingt nations, les trois ayant le meilleur classement mondial de la FIFA en janvier 2009 sont automatiquement qualifiées pour la phase finale en Inde. Il s'agit de la Corée du Nord, de l'Inde et du Tadjikistan.
Une phase qualificative est organisée pour déterminer les cinq autres équipes participant à la phase finale parmi les dix-sept autres sélections. Après un barrage entre le 19e et le 20e (Mongolie et Macao), les équipes sont divisées en quatre groupes de quatre équipes, où les équipes se rencontrent une fois. Chacune des équipes classées entre la 4e et la 7e place organise les matchs de son groupe à domicile. Les quatre premiers de chaque groupe et le meilleur des quatre seconds sont qualifiés pour la phase finale au Sri Lanka.
Le tableau suivant donne le classement des vingt nations « émergentes » avec entre parenthèses leur classement mondial de la FIFA de janvier 2009.
| Automatiquement qualifiés                                 | Équipes qui reçoivent                                                   | Autres équipes                                                                     | Autres équipes                                                                 | Autres équipes                                                                         |
| --------------------------------------------------------- | ----------------------------------------------------------------------- | ---------------------------------------------------------------------------------- | ------------------------------------------------------------------------------ | -------------------------------------------------------------------------------------- |
| 1. Corée du Nord (116) 2. Inde (142) 3. Tadjikistan (146) | 1. Maldives (157) 2. Sri Lanka (164) 3. Népal (174) 4. Bangladesh (175) | 1. Turkménistan (149) 2. Birmanie (156) 3. Kirghizistan (159) 4. Philippines (162) | 1. Pakistan (165) 2. Taipei chinois (166) 3. Cambodge (179) 4. Palestine (180) | 1. Brunei (182) 2. Afghanistan (184) 3. Bhoutan (189) 4. Mongolie (193) 5. Macao (197) |

## Qualification
La phase qualificative de la compétition se déroulent en mars et avril 2009.

### Tour préliminaire
Macao se qualifie pour la phase de groupes des qualifications grâce au nombre de buts marqués à l'extérieur. À l'origine programmées aux 7 et 14 mars, les dates sont changées pour éviter de coïncider avec les dates du premier tour de la Coupe d'Asie de l'Est 2010, qui a lieu du 11 au 15 mars 2009.
| 7 avril 2009 | Macao                                  | 2 - 0 | Mongolie | Macau Stadium, Macao                             |                                                  |
|              | Kin Seng Chan 22e · Leong Chong In 24e |       |          | Spectateurs : 500 Arbitrage : Chrishantha Perera | Spectateurs : 500 Arbitrage : Chrishantha Perera |
|              | (Rapport)                              |       |          | Spectateurs : 500 Arbitrage : Chrishantha Perera | Spectateurs : 500 Arbitrage : Chrishantha Perera |

| 14 avril 2009 | Mongolie                                               | 3 – 1 | Macao             | National Sports Stadium, Oulan-Bator         |                                              |
|               | Altankhuyag 55e · Geofredo 77e (csc) · Lümbengarav 89e |       | Kin Seng Chan 39e | Spectateurs : 3 000 Arbitrage : Yu Ming Hsun | Spectateurs : 3 000 Arbitrage : Yu Ming Hsun |
|               | (Rapport)                                              |       |                   | Spectateurs : 3 000 Arbitrage : Yu Ming Hsun | Spectateurs : 3 000 Arbitrage : Yu Ming Hsun |

### Phase de groupe
Les éliminatoires se déroulent du 26 mars au 30 avril. Chaque groupe devra jouer Les rencontres sont disputées matchs dans un seul lieu : le Bangladesh, les Maldives, le Népal et le Sri Lanka accueillent pour chaque groupe.

#### Groupe A
- Matchs disputés au Bangladesh

| Classement final : |            |     |   |   |   |   |    |    |      |
|                    | Équipe     | Pts | J | G | N | P | BP | BC | Diff |
| 1                  | Birmanie   | 9   | 3 | 3 | 0 | 0 | 7  | 1  | +6   |
| 2                  | Bangladesh | 6   | 3 | 2 | 0 | 1 | 5  | 2  | +3   |
| 3                  | Cambodge   | 3   | 3 | 1 | 0 | 2 | 2  | 3  | -1   |
| 4                  | Macao      | 0   | 3 | 0 | 0 | 3 | 1  | 9  | -8   |

| 26 avril | Birmanie   | 4 | 0 | Macao      |
|          | Bangladesh | 1 | 0 | Cambodge   |
| 28 avril | Cambodge   | 2 | 1 | Macao      |
|          | Birmanie   | 2 | 1 | Bangladesh |
| 30 avril | Birmanie   | 1 | 0 | Cambodge   |
|          | Bangladesh | 3 | 0 | Macao      |

#### Groupe B
- Matchs disputés aux Maldives.

| Classement final : |              |     |   |   |   |   |    |    |      |
|                    | Équipe       | Pts | J | G | N | P | BP | BC | Diff |
| 1                  | Turkménistan | 9   | 3 | 3 | 0 | 0 | 15 | 1  | +14  |
| 2                  | Maldives     | 6   | 3 | 2 | 0 | 1 | 9  | 5  | +4   |
| 3                  | Philippines  | 3   | 3 | 1 | 0 | 2 | 3  | 8  | -5   |
| 4                  | Bhoutan      | 0   | 3 | 0 | 0 | 3 | 0  | 13 | -13  |

| 14 avril | Turkménistan | 3 | 1 | Maldives    |
|          | Philippines  | 1 | 0 | Bhoutan     |
| 16 avril | Maldives     | 3 | 2 | Philippines |
|          | Turkménistan | 7 | 0 | Bhoutan     |
| 18 avril | Turkménistan | 5 | 0 | Philippines |
|          | Maldives     | 5 | 0 | Bhoutan     |

#### Groupe C
- Matchs disputés au Népal. L'Afghanistan déclare forfait le 24 mars, 2 jours avant le début des rencontres.

| Classement final : |                     |     |   |   |   |   |    |    |      |
|                    | Équipe              | Pts | J | G | N | P | BP | BC | Diff |
| 1                  | Kirghizistan        | 2   | 2 | 0 | 2 | 0 | 2  | 2  | 0    |
| 2                  | Népal               | 2   | 2 | 0 | 2 | 0 | 1  | 1  | 0    |
| 3                  | Palestine           | 2   | 2 | 0 | 2 | 0 | 1  | 1  | 0    |
| 4                  | Afghanistan forfait |     |   |   |   |   |    |    |      |

| 26 mars | Népal        | 0 | 0 | Palestine    |
| 28 mars | Kirghizistan | 1 | 1 | Népal        |
| 30 mars | Palestine    | 1 | 1 | Kirghizistan |

Le Kirghizistan se classe premier grâce à une meilleure attaque.

#### Groupe D
- Matchs disputés au Sri Lanka

| Classement final : |                |     |   |   |   |   |    |    |      |
|                    | Équipe         | Pts | J | G | N | P | BP | BC | Diff |
| 1                  | Sri Lanka      | 7   | 3 | 2 | 1 | 0 | 9  | 4  | +5   |
| 2                  | Pakistan       | 5   | 3 | 1 | 2 | 0 | 9  | 3  | +6   |
| 3                  | Taipei chinois | 4   | 3 | 1 | 1 | 1 | 7  | 3  | +4   |
| 4                  | Brunei         | 0   | 3 | 0 | 0 | 3 | 1  | 16 | -15  |

| 4 avril | Sri Lanka      | 5 | 1 | Brunei         |
|         | Pakistan       | 1 | 1 | Taipei chinois |
| 6 avril | Pakistan       | 6 | 0 | Brunei         |
|         | Sri Lanka      | 2 | 1 | Taipei chinois |
| 8 avril | Sri Lanka      | 2 | 2 | Pakistan       |
|         | Taipei chinois | 5 | 0 | Brunei         |

### Meilleur second
Du fait du retrait de l'Afghanistan, les quatre équipes sont classés sur deux matchs et non pas sur trois. Alors que le Népal n'a eu que deux matchs à jouer, les autres en ont eu trois. Donc pour les trois autres, le match contre le dernier de chaque groupe n'est pas comptabilisé.
Le Bangladesh est qualifié comme meilleur second pour la phase finale de l'AFC Challenge Cup 2010.
| Classement final : |            |     |   |   |   |   |    |    |      |
| Groupe             | Équipe     | Pts | J | G | N | P | BP | BC | Diff |
| A                  | Bangladesh | 3   | 2 | 1 | 0 | 1 | 2  | 2  | 0    |
| B                  | Maldives   | 3   | 2 | 1 | 0 | 1 | 4  | 5  | -1   |
| D                  | Pakistan   | 2   | 2 | 0 | 2 | 0 | 3  | 3  | 0    |
| C                  | Népal      | 2   | 2 | 0 | 2 | 0 | 1  | 1  | 0    |

## Phase finale

### Équipes qualifiées
- Inde qualifiée d'office
- Corée du Nord qualifiée d'office
- Tadjikistan qualifié d'office
- Birmanie vainqueur du groupe A
- Turkménistan vainqueur du groupe B
- Kirghizistan vainqueur du groupe C
- Sri Lanka vainqueur du groupe D
- Bangladesh meilleur second des groupes A, B, C et D

### Phase de groupes

#### Groupe A
| Classement final : |             |     |   |   |   |   |    |    |      |
|                    | Équipe      | Pts | J | G | N | P | BP | BC | Diff |
| 1                  | Tadjikistan | 6   | 3 | 2 | 0 | 1 | 7  | 3  | +4   |
| 2                  | Birmanie    | 6   | 3 | 2 | 0 | 1 | 6  | 4  | +2   |
| 3                  | Sri Lanka   | 3   | 3 | 1 | 0 | 2 | 4  | 7  | -3   |
| 4                  | Bangladesh  | 3   | 3 | 1 | 0 | 2 | 3  | 6  | -3   |

| 16 février | Tadjikistan | 1 | 2 | Bangladesh |
|            | Birmanie    | 4 | 0 | Sri Lanka  |
| 18 février | Tadjikistan | 3 | 1 | Sri Lanka  |
|            | Birmanie    | 2 | 1 | Bangladesh |
| 20 février | Tadjikistan | 3 | 2 | Birmanie   |
|            | Sri Lanka   | 5 | 0 | Bangladesh |

| 16 février 2010 | Tadjikistan | 1 – 2 | Bangladesh               | Sugathadasa Stadium, Colombo                  |                                               |
| 16:00           | Rabiev 70e  |       | E. Hoque 67e · Meshu 74e | Spectateurs : 1 000 Arbitrage : Hajime Matsuo | Spectateurs : 1 000 Arbitrage : Hajime Matsuo |
| 16:00           | (Rapport)   |       |                          | Spectateurs : 1 000 Arbitrage : Hajime Matsuo | Spectateurs : 1 000 Arbitrage : Hajime Matsuo |

| 16 février 2010 | Birmanie                                                        | 4 – 0 | Sri Lanka | Sugathadasa Stadium, Colombo                    |                                                 |
| 19:00           | Kyaw Thi Ha 39e · Yan Paing 71e · Pai Soe 81e · Myo Min Tun 87e |       |           | Spectateurs : 3 000 Arbitrage : Alireza Faghani | Spectateurs : 3 000 Arbitrage : Alireza Faghani |
| 19:00           | (Rapport)                                                       |       |           | Spectateurs : 3 000 Arbitrage : Alireza Faghani | Spectateurs : 3 000 Arbitrage : Alireza Faghani |

| 18 février 2010 | Sri Lanka      | 1 – 3 | Tadjikistan                         | Sugathadasa Stadium, Colombo            |                                         |
| 16:00           | Dalpethado 78e |       | Rabimov 13e · Fatkhuloev 32e, 90+2e | Spectateurs : 1 000 Arbitrage : Tan Hai | Spectateurs : 1 000 Arbitrage : Tan Hai |
| 16:00           | (Rapport)      |       |                                     | Spectateurs : 1 000 Arbitrage : Tan Hai | Spectateurs : 1 000 Arbitrage : Tan Hai |

| 18 février 2010 | Bangladesh  | 1 – 2 | Birmanie                      | Sugathadasa Stadium, Colombo                    |                                                 |
| 19:00           | Hossain 49e |       | Tun Tun Win 16e · Pai Soe 32e | Spectateurs : 500 Arbitrage : Mukhtar Al-Yarimi | Spectateurs : 500 Arbitrage : Mukhtar Al-Yarimi |
| 19:00           | (Rapport)   |       |                               | Spectateurs : 500 Arbitrage : Mukhtar Al-Yarimi | Spectateurs : 500 Arbitrage : Mukhtar Al-Yarimi |

| 20 février 2010 | Tadjikistan                            | 3 – 0 | Birmanie | CR & FC Grounds, Colombo                      |                                               |
| 15:00           | Rabimov 33e · Hakimov 52e · Rabiev 88e |       |          | Spectateurs : 100 Arbitrage : Nawaf Shukralla | Spectateurs : 100 Arbitrage : Nawaf Shukralla |
| 15:00           | (Rapport)                              |       |          | Spectateurs : 100 Arbitrage : Nawaf Shukralla | Spectateurs : 100 Arbitrage : Nawaf Shukralla |

| 20 février 2010 | Sri Lanka                                         | 3 – 0 | Bangladesh | Sugathadasa Stadium, Colombo                      |                                                   |
| 15:00           | Kaiz 7e · Wellala Hettige 43e · Shanmugarajah 79e |       |            | Spectateurs : 600 Arbitrage : Chaiya Alee Mahapab | Spectateurs : 600 Arbitrage : Chaiya Alee Mahapab |
| 15:00           | (Rapport)                                         |       |            | Spectateurs : 600 Arbitrage : Chaiya Alee Mahapab | Spectateurs : 600 Arbitrage : Chaiya Alee Mahapab |

#### Groupe B
| Classement final : |               |     |   |   |   |   |    |    |      |
|                    | Équipe        | Pts | J | G | N | P | BP | BC | Diff |
| 1                  | Corée du Nord | 7   | 3 | 2 | 1 | 0 | 8  | 1  | +7   |
| 2                  | Turkménistan  | 7   | 3 | 2 | 1 | 0 | 3  | 1  | +2   |
| 3                  | Kirghizistan  | 3   | 3 | 1 | 0 | 2 | 2  | 6  | -4   |
| 4                  | Inde          | 0   | 3 | 0 | 0 | 3 | 1  | 6  | -5   |

| 16 février | Kirghizistan  | 2 | 1 | Inde         |
|            | Corée du Nord | 1 | 1 | Turkménistan |
| 18 février | Corée du Nord | 4 | 0 | Kirghizistan |
|            | Turkménistan  | 1 | 0 | Inde         |
| 20 février | Corée du Nord | 3 | 0 | Inde         |
|            | Turkménistan  | 1 | 0 | Kirghizistan |

| 17 février 2010 | Inde              | 1 – 2 | Kirghizistan                    | Sugathadasa Stadium, Colombo                  |                                               |
| 16:00           | Franco 58e (pen.) |       | I. Amirov 15e · Zemlianuhin 32e | Spectateurs : 800 Arbitrage : Nawaf Shukralla | Spectateurs : 800 Arbitrage : Nawaf Shukralla |
| 16:00           | (Rapport)         |       |                                 | Spectateurs : 800 Arbitrage : Nawaf Shukralla | Spectateurs : 800 Arbitrage : Nawaf Shukralla |

| 17 février 2010 | Corée du Nord     | 1 – 1 | Turkménistan  | Sugathadasa Stadium, Colombo                      |                                                   |
| 19:00           | Ryang Yong-gi 51e |       | Garadanow 36e | Spectateurs : 400 Arbitrage : Chaiya Alee Mahapab | Spectateurs : 400 Arbitrage : Chaiya Alee Mahapab |
| 19:00           | (Rapport)         |       |               | Spectateurs : 400 Arbitrage : Chaiya Alee Mahapab | Spectateurs : 400 Arbitrage : Chaiya Alee Mahapab |

| 19 février 2010 | Kirghizistan | 0 – 4 | Corée du Nord                                                                   | Sugathadasa Stadium, Colombo                  |                                               |
| 16:00           |              |       | Pak Song-chol 29e · Pak Kwang-ryong 47e · Choe Myong-ho 65e · Ri Chol-myong 68e | Spectateurs : 300 Arbitrage : Andre El Haddad | Spectateurs : 300 Arbitrage : Andre El Haddad |
| 16:00           | (Rapport)    |       |                                                                                 | Spectateurs : 300 Arbitrage : Andre El Haddad | Spectateurs : 300 Arbitrage : Andre El Haddad |

| 19 février 2010 | Turkménistan         | 1 – 0 | Inde | Sugathadasa Stadium, Colombo                |                                             |
| 19:00           | Garadanow 24e (pen.) |       |      | Spectateurs : 450 Arbitrage : Hajime Matsuo | Spectateurs : 450 Arbitrage : Hajime Matsuo |
| 19:00           | (Rapport)            |       |      | Spectateurs : 450 Arbitrage : Hajime Matsuo | Spectateurs : 450 Arbitrage : Hajime Matsuo |

| 21 février 2010 | Inde      | 0 – 3 | Corée du Nord                              | Sugathadasa Stadium, Colombo          |                                       |
| 15:00           |           |       | Ryang Yong-gi 36e, 72e · Choe Chol-man 57e | Spectateurs : 300 Arbitrage : Tan Hai | Spectateurs : 300 Arbitrage : Tan Hai |
| 15:00           | (Rapport) |       |                                            | Spectateurs : 300 Arbitrage : Tan Hai | Spectateurs : 300 Arbitrage : Tan Hai |

| 21 février 2010 | Turkménistan   | 1 – 0 | Kirghizistan | Royal College Sports Complex, Colombo         |                                               |
| 15:00           | Nurmyradow 70e |       |              | Spectateurs : 100 Arbitrage : Andre El Haddad | Spectateurs : 100 Arbitrage : Andre El Haddad |
| 15:00           | (Rapport)      |       |              | Spectateurs : 100 Arbitrage : Andre El Haddad | Spectateurs : 100 Arbitrage : Andre El Haddad |

### Tour final

#### Demi-finales
| 24 février 2010 | Tadjikistan | 0 – 2 | Turkménistan            | Sugathadasa Stadium, Colombo                  |                                               |
| 15:30           |             |       | Amanow 33e · Urazow 42e | Spectateurs : 300 Arbitrage : Alireza Faghani | Spectateurs : 300 Arbitrage : Alireza Faghani |
| 15:30           | (Rapport)   |       |                         | Spectateurs : 300 Arbitrage : Alireza Faghani | Spectateurs : 300 Arbitrage : Alireza Faghani |

| 24 février 2010 | Corée du Nord                                                                    | 5 – 0 | Birmanie | Sugathadasa Stadium, Colombo                               |                                                            |
| 19:00           | Choe Myong-ho 6e · Choe Chol-man 12e 73e · Pak Song-chol 13e · Kim Seng-yong 85e |       |          | Spectateurs : 400 Arbitrage : Muokhtar Saleh Ali Al-Yarimi | Spectateurs : 400 Arbitrage : Muokhtar Saleh Ali Al-Yarimi |
| 19:00           | (Rapport)                                                                        |       |          | Spectateurs : 400 Arbitrage : Muokhtar Saleh Ali Al-Yarimi | Spectateurs : 400 Arbitrage : Muokhtar Saleh Ali Al-Yarimi |

#### Match pour la3eplace
| 27 février 2010 | Tadjikistan | 1 - 0 | Birmanie | Sugathadasa Stadium, Colombo                  |                                               |
| 15:30           | Hakimov 11e |       |          | Spectateurs : 300 Arbitrage : Andre El Haddad | Spectateurs : 300 Arbitrage : Andre El Haddad |
| 15:30           | (Rapport)   |       |          | Spectateurs : 300 Arbitrage : Andre El Haddad | Spectateurs : 300 Arbitrage : Andre El Haddad |

#### Finale
| 27 février 2010 | Turkménistan                                                     | 1 - 1             | Corée du Nord                                                                                 | Sugathadasa Stadium, Colombo                    |                                                 |
| 19:00           | Şamyradow 33e                                                    |                   | 76e Ryang Yong-gi                                                                             | Spectateurs : 3 000 Arbitrage : Alireza Faghani | Spectateurs : 3 000 Arbitrage : Alireza Faghani |
| 19:00           | (Rapport)                                                        |                   |                                                                                               | Spectateurs : 3 000 Arbitrage : Alireza Faghani | Spectateurs : 3 000 Arbitrage : Alireza Faghani |
| 19:00           | · Öwekow · Garadanow · Şamyradow · Rejepow · Nurmyradow · Amanow | Tirs au but 4 - 5 | · Pak Song-chol · Ryang Yong-gi · Ri Chol-myong · Chae Tu-yong · Pak Yong-jin · Ri Kwang-hyok | Spectateurs : 3 000 Arbitrage : Alireza Faghani | Spectateurs : 3 000 Arbitrage : Alireza Faghani |

## Buteurs
4 buts
- Ryang Yong-gi

3 buts
- Choe Chol-man

2 buts
| - Pai Soe - Choe Myong-ho - Pak Song-chol | - Fatkhullo Fatkhuloev - Numonjon Hakimov - Yusuf Rabiev | - Ibrahim Rabimov - Mämmedaly Garadanow |

1 but
| - Enamul Hoque - Mohamed Zahid Hossain - Atiqur Rahman Meshu - Denzil Franco - Ildar Amirov - Anton Zemlianuhin - Kyaw Thi Ha | - Myo Min Tun - Tun Tun Win - Yan Paing - Kim Seng-yong - Pak Kwang-ryong - Ri Chol-myong - Philip Dalpethado | - Chathura Gunarathna - Shafraz Kaiz - S. Sanjeev - Arslanmyrat Amanow - Begli Nurmyradow - Berdi Şamyradow - Didargylyç Urazow |

## Récompenses
| Trophée du Fair-Play | Trophée du Fair-Play | Trophée du Fair-Play | Meilleur buteur | Meilleur buteur | Meilleur buteur | Meilleur joueur du tournoi | Meilleur joueur du tournoi | Meilleur joueur du tournoi |
| -------------------- | -------------------- | -------------------- | --------------- | --------------- | --------------- | -------------------------- | -------------------------- | -------------------------- |
| Corée du Nord        | Corée du Nord        | Corée du Nord        | Ryang Yong-gi   | Ryang Yong-gi   | Ryang Yong-gi   | Ryang Yong-gi              | Ryang Yong-gi              | Ryang Yong-gi              |